# Le Center
Le Center ist eine Kleinstadt (mit dem Status „City“) und Verwaltungssitz des Le Sueur County im US-amerikanischen Bundesstaat Minnesota. Das U.S. Census Bureau hat bei der Volkszählung 2020 eine Einwohnerzahl von 2.517 ermittelt.

## Geografie
Le Center liegt im mittleren Südosten Minnesotas auf 44°23′22″ nördlicher Breite und 93°43′49″ westlicher Länge. Die Stadt erstreckt sich über eine Fläche von 3,91 km².
Benachbarte Orte von Le Center sind Montgomery (17,3 km nordöstlich), Kilkenny (19,4 km südöstlich), Cleveland (12 km südwestlich) und Le Sueur (22 km nordwestlich).
Die nächstgelegenen größeren Städte sind Minneapolis (102 km nordöstlich), Minnesotas Hauptstadt Saint Paul (107 km in der gleichen Richtung), Rochester (132 km südöstlich), Iowas Hauptstadt Des Moines (347 km südlich), Omaha in Nebraska (493 km südwestlich), Sioux Falls in South Dakota (290 km westsüdwestlich) und Fargo in North Dakota (431 km nordwestlich).

## Verkehr
Die Minnesota State Route 99 führt als Hauptstraße durch Le Center. Am Ostrand der Stadt befindet sich an der Einmündung in die MN 99 der südöstliche Endpunkt der Minnesota State Route 112. Alle weiteren Straßen innerhalb von Le Center sind untergeordnete Fahrwege oder innerstädtische Verbindungsstraßen.
Der Le Sueur Municipal Airport (20,5 km nordwestlich) ist der nächstgelegene Flugplatz. Der nächste Großflughafen ist der Minneapolis-Saint Paul International Airport (100 km nordöstlich).

## Geschichte
Im Jahr 1853 beschloss das Parlament des damaligen Minnesota-Territoriums, eine Reihe von neuen Countys entlang des Minnesota River einzurichten.
Im Zuge dessen entstand auch das heutige Le Sueur County. Die Siedlungsschwerpunkte des neuen Countys lagen vor allem am Minnesota River und die meisten heute noch bestehenden Städte innerhalb des Countys wurden schon in den 1850er Jahren gegründet, während das geografische Zentrum noch sehr dünn besiedelt blieb.
Sitz der Countyverwaltung war zunächst Le Sueur, die damals größte und namensgebende Stadt innerhalb der Countygrenzen. Da diese Stadt aber am nordwestlichen Rand des Countys lag, wurde darüber nachgedacht, den County Seat zentraler zu positionieren.
Eine Gruppe von Geschäftsleuten erwarb in der geografischen Mitte des Countys Land und errichteten ein zweistöckiges Gebäude, das für die Countyverwaltung genutzt werden konnte. In einem Referendum wurde 1876 dann zugunsten des neuen County Seats entschieden.

## Demografische Daten
Nach der Volkszählung im Jahr 2010 lebten in Le Center 2499 Menschen in 915 Haushalten. Die Bevölkerungsdichte betrug 639,1 Einwohner pro Quadratkilometer. In den 915 Haushalten lebten statistisch je 2,67 Personen.
Ethnisch betrachtet setzte sich die Bevölkerung zusammen aus 89,2 Prozent Weißen, 0,2 Prozent Afroamerikanern, 0,2 Prozent amerikanischen Ureinwohnern, 1,4 Prozent Asiaten sowie 8,4 Prozent aus anderen ethnischen Gruppen; 0,5 Prozent stammten von zwei oder mehr Ethnien ab. Unabhängig von der ethnischen Zugehörigkeit waren 21,0 Prozent der Bevölkerung spanischer oder lateinamerikanischer Abstammung.
28,5 Prozent der Bevölkerung waren unter 18 Jahre alt, 58,9 Prozent waren zwischen 18 und 64 und 12,6 Prozent waren 65 Jahre oder älter. 49,1 Prozent der Bevölkerung war weiblich.

Das mittlere jährliche Einkommen eines Haushalts lag bei 45.000 USD. Das Pro-Kopf-Einkommen betrug 21.094 USD. 19,3 Prozent der Einwohner lebten unterhalb der Armutsgrenze.